# Функциональный тренинг

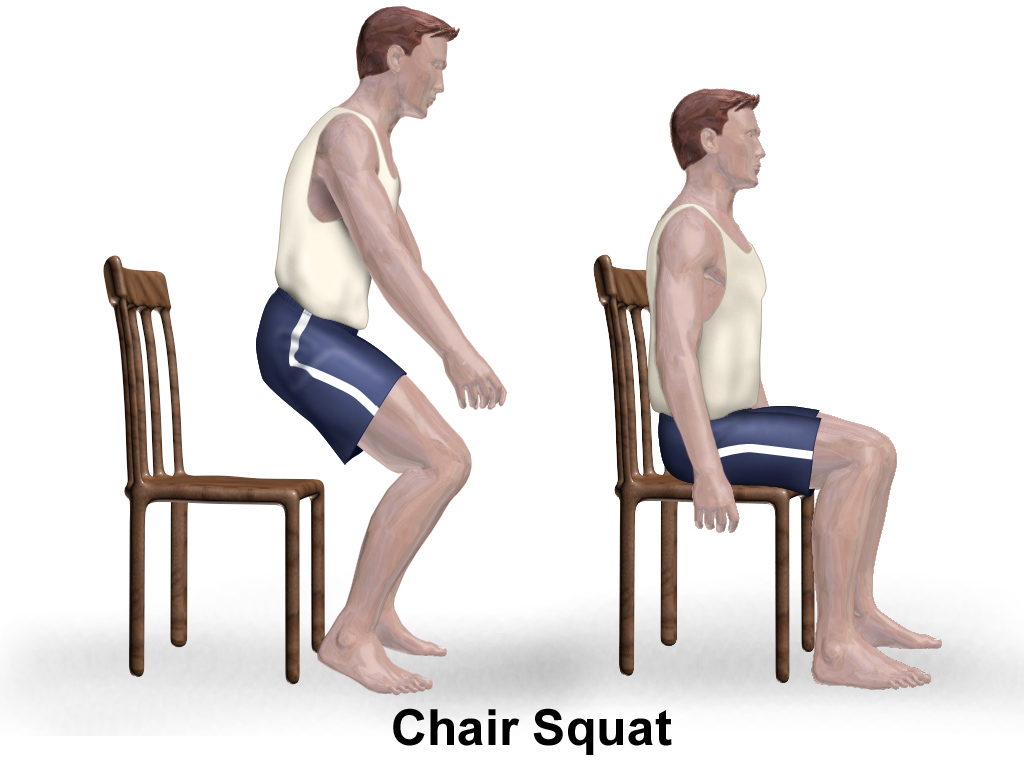
Параллельное приседание на стул и со стула

Функциона́льный тре́нинг — система занятий, которая включает тренировки тела для выполнения повседневных действий.
В русскоязычном понимании функциональный тренинг — это система занятий физическими упражнениями, гармонично развивающая все физические качества (сила, выносливость, быстрота, ловкость, гибкость) и двигательные способности (аэробная выносливость и мощность, анаэробная выносливость и мощность и максимальная скорость) для повышения уровня жизни, восстановления и преумножение ресурса здоровья. 
Отличительной особенностью функционального тренинга является побор физических упражнений и движений, восстанавливающих структуру поврежденных тканей, или улучшающих их морфологию. 

## Происхождение
Функциональная тренировка берёт своё начало в реабилитации. Физиотерапевты, эрготерапевты и мануальные терапевты часто используют этот подход для переподготовки пациентов с двигательными расстройствами. Вмешательства разработаны таким образом, чтобы включать конкретные задачи и практики в областях, значимых для каждого пациента, с общей целью обеспечения функциональной независимости. Например, упражнения, имитирующие то, что пациенты делали дома (или на работе), могут быть включены в курс лечения, чтобы помочь им вернуться к своей жизни (или работе) после травмы (или операции). Таким образом, если работа пациента требует многократного подъёма тяжестей, реабилитация будет нацелена на подъём тяжестей, если пациент был родителем маленьких детей, она была бы нацелена на умеренный подъём тяжестей и выносливость, а если бы пациент был марафонцем, тренировки были бы направлены на восстановление выносливости. Однако лечение разрабатывается после тщательного рассмотрения состояния пациента, того, чего он (или она) хотел бы достичь, и обеспечения реалистичности и достижимости целей лечения.
Функциональная тренировка пытается адаптировать (или развивать) упражнения, которые позволяют людям выполнять повседневную деятельность более легко и без травм.
В контексте фитнеса, функциональная тренировка включает в себя, в основном, упражнения с отягощением, направленные на основные мышцы. Фабио Мартелла писал, что в большинстве фитнес-центров есть различные тренажёры, которые нацелены на определённые мышцы и изолируют их. В результате эти движения не обязательно имеют какое-либо отношение к движениям, которые люди совершают в своей обычной деятельности (или спорте).
Тренируя мышцы мы не всегда тренируем движение, а тренируя движение мы всегда тренируем мышцы.
В реабилитации тренировка не обязательно должна включать упражнения с отягощением, но может быть нацелена на любую задачу (или комбинацию задач), с которыми у пациента возникают трудности. Например, тренировка равновесия часто включается в план лечения пациента, если оно было нарушено в результате травмы (или болезни).
На сегодняшний день функциональный тренинг набирает популярность нестандартным подходом, новизной упражнений и средств. Он широко используется у спортсменов и любителей спорта. Главной задачей функционального тренинга у спортсменов и любителей спорта является развитие основных физических качеств (сила, выносливость, гибкость, быстрота, ловкость, координация) и способностей (аэробная и анаэробная выносливость, аэробная и анаэробная мощность и максимальная скорость) вместе с укреплением здоровья.

## Доказательства
Реабилитация после инсульта за последние 15 лет эволюционировала от традиционных методов лечения до специальных тренировочных методик, которые включают тренировку основных функций, навыков и выносливости (мышечной и сердечно-сосудистой). Под словом «выносливость» подразумевается противостояние утомлению. Функциональная тренировка получила широкую поддержку в научно обоснованных исследованиях реабилитации этой группы населения[какой?].
Было показано, что тренировка для конкретных задач приводит к длительной реорганизации коры головного мозга, которая характерна для областей мозга, используемых при выполнении каждой задачи. Исследования также показали, что пациенты добиваются большего прогресса в выполнении функциональных задач, используемых при их реабилитации, и, поскольку они с большей вероятностью будут продолжать выполнять эти задачи в повседневной жизни, достигаются лучшие результаты во время последующего наблюдения.

## Оборудование
Этот метод может использоваться как без оборудования, так и с множеством средств для большего прогресса и разнообразия тренировочного процесса.
Некоторое оборудование:
- Булавы
- Канат
- Штанга
- Гантели
- Медицинские мячи
- Гири
- Вес собственного тела
- Набивные мячи
- Трубы сопротивления
- Коромысла
- Вибротренажёры
- Диски и степы для баланса
- Мешки с песком
- Подвесные системы TRX
- Слайды
- Гимнастические палочки
- Плиометрические тумбы
- Барьеры
- Мячи с водой
- Степы

Однако при реабилитации оборудование в основном выбирается в зависимости от его соответствия пациенту. Во многих случаях, потребности в оборудовании минимальны, и включают вещи, которые знакомы и полезны для пациента.

## Компоненты
Чтобы быть эффективной, программа функциональных упражнений должна включать в себя ряд различных элементов, которые можно адаптировать к индивидуальным потребностям или целям. На основе функциональных задач, направленных на повседневную деятельность, программа должна быть:
- Индивидуальной — программа тренировок должна быть адаптирована для конкретного человека. Любая программа должна быть ориентирована на индивидуальные цели и сосредоточена на значимых задачах
- Специфичной для индивидуального состояния здоровья, включая наличие или историю травм. Оценка должна быть проведена, чтобы помочь выбрать упражнения и тренировочную нагрузку
- Интегрированной — должна включать в себя разнообразные упражнения, которые работают на гибкость, кор, баланс, силу и мощность, с упором на несколько плоскостей движения
- Прогрессивной — увеличивать сложность задачи
- Периодизированной — в основном путём обучения с распределённой практикой и варьированием задач
- С обратной связью — должна быть включена после тренировки (используется самоотчёт о тренировке, а также обратная связь тренера или терапевта)